# Mariusz Malinowski (inżynier)
Mariusz Malinowski (ur. w 1972 w Radomiu) – polski inżynier elektrotechnik, profesor nauk technicznych, specjalizujący się w automatyce, inżynierii komputerowej, elektronice przemysłowej, energoelektronice, robotyce i elektrotechnice. Prorektor ds. nauki Politechniki Warszawskiej w kadencjach 2020–2024 i 2024–2028.  
Wśród jego zainteresowań naukowych znajdują się także napęd elektryczny, elektromobilność, inteligentne sieci elektroenergetyczne oraz odnawialne źródła energii. 

## Życiorys
Studia inżynierskie ukończył na Politechnice Warszawskiej w 1997 r. z wynikiem celującym i nagrodą za najlepszą pracę dyplomową przyznaną przez oddział warszawski Stowarzyszenia Elektryków Polskich, dziekana Wydziału Elektrycznego Politechniki Warszawskiej i polską sekcję IEEE. Doktorat z wyróżnieniem uzyskał w 2001 r. za rozprawę pt. "Sensorless control strategies for three-phase PWM rectifiers" wyróżnioną Nagrodą Siemensa. 
Stopień doktora habilitowanego otrzymał w 2012 r. za jednotematyczny cykl publikacji pt. „Wybrane problemy modulacji i sterowania dla dwu– i wielopoziomowych przekształtników napięcia z MSI”. Od 2002 r. zatrudniony w Instytucie Sterowania i Elektroniki Przemysłowej Wydziału Elektrycznego Politechniki Warszawskiej, początkowo na stanowisku adiunkta, w latach 2013-2019 na stanowisku profesora uczelni, a od 2019 r. –  profesora. W latach 2017–2020 pełnił funkcję kierownika Zakładu Elektroniki Przemysłowej w Instytucie Sterowania i Elektroniki Przemysłowej Politechniki Warszawskiej.

## Działalność naukowa
Stypendysta Fundacji na rzecz Nauki Polskiej: Start (2001, 2002) i Kolumb (2003). Wielokrotny laureat nagrody Rektora Politechniki Warszawskiej za osiągnięcia naukowe. Zagraniczne staże naukowe odbywał m.in. na duńskim Uniwersytecie w Aalborgu, amerykańskim University of Nevada, Reno oraz szwajcarskiej Politechnice Federalnej w Zurychu. 
Brał udział w ponad 30 projektach badawczych i wdrożeniowych jako kierownik i główny wykonawca. W 2006 i 2015 jego wdrożenia otrzymały wyróżnienie w konkursie Polski Produkt Przyszłości. Współpracował m.in. z Centrum Badawczym ABB, PSE Operator, TRUMPF Huettinger oraz duńskim Danfoss. 
Był recenzentem i członkiem komisji oceniającej szeregu prac doktorskich w Polsce i za granicą m.in. w Niemczech, Anglii, Szwajcarii, Indiach i Australii. Wypromował sześciu doktorów, w tym pięciu z wyróżnieniem. Wyróżniony dwukrotnie (2016 i 2018) przez studentów „Złotą Kredą” w kategorii najlepszy wykładowca. Od 2019 dwukrotnie wybrany do Rady Doskonałości Naukowej. Od 2021 członek Wydziału Nauk Technicznych Polskiej Akademii Nauk. 
W 2023 powołany na członka Rady Naukowej Instytutu Podstawowych Problemów Techniki PAN (2023-2026), a w roku 2024 na członka Rady Naukowej Instytutu Technologii Eksploatacji Sieci Badawczej Łukasiewicz (2024-2027). Autor wielu monografii, rozdziałów w publikacjach i ponad 200 artykułów w czasopismach i materiałach konferencyjnych. Twórca zgłoszeń patentowych, w tym zakupionych przez przemysł. 
Od 2010 związany z międzynarodowym stowarzyszeniem Institute of Electrical and Electronics Engineers (IEEE), gdzie od 2014 posiada najwyższy stopień – IEEE Fellow, przyznawany za szczególne osiągnięcia techniczne i organizacyjne.

## Wybrane stanowiska i funkcje[2][14]
- redaktor naczelny Przeglądu Elektrotechnicznego (od 2025 r.)
- co-chair ENHANCE Board of Directors (od 2024 r.)[18]
- przedstawiciel CESAER w polskiej prezydencji w Radzie UE (od 2024 r.)[19]
- prezydent IEEE Industrial Electronics Society (2022-2023)
- przewodniczący Polskiej Sekcji IEEE (2016-2019)
- zastępca przewodniczącego Polskiej Sekcji IEEE (2014-2015)
- redaktor naczelny IEEE Industrial Electronics Magazine (2010-2012)
- przewodniczący Rady Naukowej Archives of Electrical Engineering

## Wybrane nagrody i wyróżnienia[2][7]
- Srebrna Oznaka Honorowa Stowarzyszenia Elektryków Polskich (2023 r.)[20]
- Międzynarodowa nagroda Istvan Nagy Award “for his outstanding contribution to control in power electronics and for continuous support of PEMC conferences” (2021 r.)
- Międzynarodowa nagroda IEEE-IES Anthony J. Hornfeck Service Award “Outstanding and meritorious service to the IEEE Industrial Electronics Society” (2020 r.);
- Pierwsza Nagroda Zespołowa Prezesa Rady Ministrów za osiągnięcie naukowo-techniczne (2017);
- Międzynarodowa nagroda badawcza IEEE-IES Bimal Bose Award for Industrial Electronics Applications in Energy Systems for „Contributions in control of industrial electronics converters applications in energy systems” Yokohama, Japan (2015 r.)
- Nagroda Naukowa Politechniki Warszawskiej (obecnie im. Ignacego Mościckiego) za szczególne osiągnięcia uwieńczone transferem prac naukowych i technicznych na potrzeby gospodarki (2015 r.)
- Nagroda Prezesa Rady Ministrów za wysoko ocenione osiągnięcia będące podstawą nadania stopnia naukowego doktora habilitowanego (2013 r.);
- Międzynarodowa nagroda badawcza IEEE-IES David Irwin Early Career Award za „Outstanding research and development of modulation and control for industrial electronics converters” Melbourne, Australia (2011 r.)
- Nagroda Ministra Nauki i Szkolnictwa Wyższego za międzynarodowe osiągnięcia badawcze (2008 r.)
- Zespołowa Nagroda Badawcza Siemensa (2007 r.)